# Leonard (Dakota del Nord)
Leonard è un centro abitato (city) degli Stati Uniti d'America, situato nella Contea di Cass nello Stato del Dakota del Nord. Nel censimento del 2000 la popolazione era di 255 abitanti. La città è stata fondata nel 1881.

## Geografia fisica
Secondo i rilevamenti dell'United States Census Bureau, la località di Leonard si estende su una superficie di 1,30 km², tutti occupati da terre.

## Popolazione
Secondo il censimento del 2000, a Leonard vivevano 255 persone, ed erano presenti 74 gruppi familiari. La densità di popolazione era di 198 ab./km². Nel territorio comunale si trovavano 124 unità edificate. Per quanto riguarda la composizione etnica degli abitanti, il 98,04% era bianco, l'1,18% era nativo. Lo 0,39% apparteneva ad altre razze e lo 0,39% apparteneva a due o più razze. La popolazione di ogni razza ispanica corrispondeva allo 0,39% degli abitanti.
Per quanto riguarda la suddivisione della popolazione in fasce d'età, il 21,6% era al di sotto dei 18, il 3,9% fra i 18 e i 24, il 24,3% fra i 25 e i 44, il 24,3% fra i 45 e i 64, mentre infine il 25,9% era al di sopra dei 65 anni di età. L'età media della popolazione era di 45 anni. Per ogni 100 donne residenti vivevano 96,2 maschi.